# کارلو مادرنو
کارلو مادرنو (ایتالیایی: Carlo Maderno؛ ‏ ۱۵۵۶ – ۳۰ ژانویهٔ ۱۶۲۹) معمار اهل ایتالیا بود. 
یکی از دلایل شهرت او آن است که وی را، یکی از پدران معماری باروک می‌دانند. نمای بیرونی کلیسای سن پیترو و سانت‌آندرئا دلا واله از کارهای اوست. وی یکی از طراحان اصلی کلیسای سن پیترو بود که در سال ۱۶۰۳ میلادی از جانب پل پنجم به عنوان معمار اصلی این سازه گماشته شد. وی همچنین طراح و سازندهٔ سانتا ماریا دلا ویتوریا (به‌جز نمای بیرونی آن) هم بود و بر روی کاخ باربرینی متعلق به خاندان باربرینی و پاپ اوربان هشتم هم کار کرد. برخی از نمازخانه‌های درون بازیلیکای سان پائولو فوئوری لمورا و پایه‌های نگهدارندهٔ «ستون‌های ماریان» در مقابل سانتا ماریا ماجوره توسط وی طراحی شده‌است.